# Косцелецкий, Николай (епископ хелмский)
Николай Косцелецкий (1450 — 4 мая 1518, Скемпе) — церковный и государственный деятель Королевства Польского, каноник гнезненский (1469), пробст вроцлавский (1478), староста иновроцлавский (1475—1489), каноник краковский (1489), декан гнезненский (1494), епископ хелмский (1505—1518).

## Биография
Представитель польского шляхетского рода Косцелецких герба «Огоньчик». Сын воеводы бжесць-куявского и старосты добжиньского Николая Косцелецкого (ок. 1405—1479) и Дороты из Пнева (ум. после 1462). Братья — воевода иновроцлавский Ян и староста добжиньский Винцент.
После обучения в Краковском университете Николай Косцелецкий в 1469 году был назначен каноником гнезненским, а в 1478 году был назначен пробстом вроцлавским. В 1475-1489 годах Николай Косцелецкий занимал должность старосты иновроцлавского. В 1476 году в качестве королевского секретаря ездил с посольством к поморским князьям Вартиславу X и Богуславу X. В 1487 году возглавлял польское посольство к великому магистру Тевтонского ордена.
В 1489 году Николай Косцелецкий был назначен каноником краковским, а в 1494 году стал деканом гнезненским. Участвовал в нескольких дипломатических миссиях, в том числе был представителем польского короля на сейме прусских станов. В 1505 году Николай Косцелецкий был произведен в сан епископа хелмского. В 1512 году участвовал в коронации польской королевы Барбары Запольяи, первой жены Сигизмунда Старого.
Был владельцем многих имений, в том числе Скемпе. В 1498 году вместе с каштеляном иновроцлавским Николаем Косцелецким привлек в Скемпе бернардинцев из Коло и начал строительство костёла и монастыря. В 1511 году с согласия епископа плоцкого Николай Косцелецкий освятил бернардинский монастырь в Скемпе, где в подземелье было сооружена родовая усыпальница Косцелецких. Затем отказался от политической деятельности и удалился в бернардинский монастырь в Скемпе. Смог убедить своего племянника, каштеляна иновроцлавского Николая Косцелецкого, завершить строительство монастыря и на это дело выделил ему 1000 флоринов.
В мае 1518 года епископ хелмский Николай Косцелецкий скончался в Скемпе.